# Ливија (име)
Ливија (мађ. Lívia), је женско име које се користи у мађарском језику. Латинског је порекла (лат. Livius) и има значење: оловно сива, плавкаста. Мушки облик имена Ливијус.

## Сродна имена
Сродна имена су: 
- Лива,
- Ливијана (мађ. Liviána),
- Ливијана мађ. Livianna).

## Имендани
- 12. фебруар.
- 14. октобар.
- 10. децембар.